# Крис Бънч
Крис Бънч (на английски: Chris Bunch) е известен автор на романи в жанровете научна фантастика и фентъзи, както и телевизионен сценарист.
Сред по-известните му книги са сагите „Кралят маг“ (The Seer King) и „Dragonmaster“. В България е познат главно като съавтор на Алън Кол в поредиците „Стен“ (Sten) и „Антерос“ (Anteros).

## Биография и творчество
Бънч е роден през 1943 година във Фресно, Калифорния. Взима участие във войната във Виетнам. По-късно става редактор на различни списания, сред които Rolling Stone и Stars and Stripes. По-късно се отдава на писането на книги.

### Shadow Warrior
| Първо издаване | Заглавие в оригинал | Заглавие на български | Издания на български | Бележки |
| -------------- | ------------------- | --------------------- | -------------------- | ------- |
| 1996           | The Wind After Time |                       |                      |         |
| 1996           | Hunt the Heavens    |                       |                      |         |
| 1997           | Darkness of God     |                       |                      |         |

### Кралят маг (The Seer King)
| Първо издаване | Заглавие в оригинал | Заглавие на български | Издания на български                                 | Бележки |
| -------------- | ------------------- | --------------------- | ---------------------------------------------------- | ------- |
| 1997           | The Seer King       | Кралят маг            | 2005 - Издателство: „Бард“. Превод: Валерий Русинов. |         |
| 1998           | The Demon King      | Кралят демон          | 2005 - Издателство: „Бард“. Превод: Валерий Русинов. |         |
| 1999           | The Warrior King    | Кралят воин           | 2005 - Издателство: „Бард“. Превод: Валерий Русинов. |         |

### The Last Legion
| Първо издаване | Заглавие в оригинал | Заглавие на български | Издания на български | Бележки |
| -------------- | ------------------- | --------------------- | -------------------- | ------- |
| 1999           | The Last Legion     |                       |                      |         |
| 2000           | Firemask            |                       |                      |         |
| 2000           | Storm Force         |                       |                      |         |
| 2001           | Homefall            |                       |                      |         |

### Dragonmaster
| Първо издаване | Заглавие в оригинал      | Заглавие на български | Издания на български | Бележки |
| -------------- | ------------------------ | --------------------- | -------------------- | ------- |
| 2002           | Storm of Wings           |                       |                      |         |
| 2003           | Knighthood of the Dragon |                       |                      |         |
| 2004           | The Last Battle          |                       |                      |         |

### Star Risk
| Първо издаване | Заглавие в оригинал     | Заглавие на български | Издания на български                               | Бележки |
| -------------- | ----------------------- | --------------------- | -------------------------------------------------- | ------- |
| 2002           | Star Risk, Ltd.         | „Звезден риск“ ООД    | 2010 - Издателство: „Бард“. Превод: Юлиян Стойнов. |         |
| 2003           | The Scoundrel Worlds    | Светът на мошениците  | 2014 – Издателство: „Бард“.                        |         |
| 2004           | The Doublecross Program |                       |                                                    |         |
| 2005           | The Dog From Hell       |                       |                                                    |         |

През 2007 г., след смъртта на Крис Бънч, серията е завършена с романа „The Gangster Conspiracy“, написан от Стив Пери и Дал Пери.

### Самостоятелни романи
| Първо издаване | Заглавие в оригинал | Заглавие на български | Издания на български | Бележки |
| -------------- | ------------------- | --------------------- | -------------------- | ------- |
| 2000           | The Empire Stone    |                       |                      |         |
| 2001           | Corsair             |                       |                      |         |

### Заедно с Алан Кол

#### Стен (Sten)
| Първо издаване | Заглавие в оригинал          | Заглавие на български       | Издания на български                                 | Бележки |
| -------------- | ---------------------------- | --------------------------- | ---------------------------------------------------- | ------- |
| 1982           | Sten                         | Стен                        | 2002 - Издателство: „Бард“. Превод: Валерий Русинов. |         |
| 1984           | The Wolf Worlds              | Вълчи светове               | 2002 - Издателство: „Бард“. Превод: Валерий Русинов. |         |
| 1985           | The Court of a Thousand Suns | Дворът на хилядата слънца   | 2003 - Издателство: „Бард“. Превод: Валерий Русинов. |         |
| 1988           | Fleet of the Damned          | Флотът на прокълнатите      | 2004 - Издателство: „Бард“. Превод: Владимир Зарков. |         |
| 1989           | Revenge of the Damned        | Отмъщението на прокълнатите | 2005 - Издателство: „Бард“. Превод: Камен Костов.    |         |
| 1990           | The Return of the Emperor    | Завръщането на императора   | 2006 - Издателство: „Бард“. Превод: Петър Василев.   |         |
| 1992           | Vortex                       | Вихър                       | 2008 - Издателство: „Бард“. Превод: Петър Василев.   |         |
| 1993           | Empire's End                 | Краят на империята          | 2012 – Издателство: „Бард“.                          |         |

#### Антерос (Anteros)
| Първо издаване | Заглавие в оригинал   | Заглавие на български | Издания на български                                                                                    | Бележки |
| -------------- | --------------------- | --------------------- | --- | ------- |
| 1985           | The Far Kingdoms      | Далечно царство       | 1995 - Издателство: „Бард“. Превод: Георги Стоянов. 2008 - Издателство: „Бард“. Превод: Георги Стоянов. |         |
| 1994           | The Warrior's Tale    | Битката за Ориса      | 2008 - Издателство: „Бард“. Превод: Милена Илиева.                                                      |         |
| 1995           | Kingdoms of the Night | Царства на нощта      | 2009 - Издателство: „Бард“. Превод: Милена Илиева.                                                      |         |

Поредицата е завършена след смъртта на Бънч от съавторът Алан Кол, който използва и архивни записки на починалия си колега. Четвъртата и последна част носи заглавието "Warriors returns" и не е била превеждана на български език.

#### Други
| Първо издаване | Заглавие в оригинал   | Заглавие на български | Издания на български | Бележки |
| -------------- | --------------------- | --------------------- | -------------------- | ------- |
| 1987           | A Reckoning For Kings |                       |                      |         |